# Zuid-Beveland
Zuid-Beveland  è parte della provincia della Zelanda nei Paesi Bassi a nord della Schelda Occidentale e a sud della Schelda Orientale. In passato un'isola del delta del Reno, della Mosa e della Schelda, adesso una penisola, assieme alle ex isole di Noord-Beveland e Walcheren, è attraversata dal Canale del Zuid-Beveland ad ovest e dal Canale Schelda-Reno ad est.
È divisa in quattro municipalità:
- Borsele
- Goes
- Kapelle
- Reimerswaal

In passato era  un'isola unita (insieme a Walcheren) alla terraferma da una massicciata ferroviaria nel 1903. Noord-Beveland era collegata a Zuid-Beveland da uno delle opere del Piano Delta. Un canale navigabile collegava il porto belga di Anversa con il Reno traversando Zuid-Beveland.